# Asclepeion de Cos
El asclepeion de Cos fue uno de los más importantes santuarios de la Antigua Grecia de los construidos en honor a Asclepio.

## Ubicación
El templo está situado en Cos, (griego antiguo Κῶς, griego moderno: Κως; Turco: İstanköy; Italiano: Coo), una isla griega del Dodecaneso, en el Mar Egeo, el que se separa del Golfo de Cos. Mide 40 km por 8 km, y está a sólo 4 km de la costa de Bodrum (la antigua Halicarnaso) en Turquía. Es una isla de origen volcánico de grandes arboledas naturales y con abundante agua natural con propiedades medicinales.
El templo se encuentra a 4 km de la capital, hacia el interior.

## Simbología
El templo se erigió en honor a Asclepio, en la mitología griega (en griego Ασκληπιός), Esculapio para los romanos, dios de la Medicina y evolución, venerado en Grecia en varios santuarios. Según relata Pausanias «este santuario se fundó después de haber recibido los habitantes de Cos, con una embajada, una serpiente sagrada de Epidauro, por lo que siempre reconocieron la supremacía del santuario de Epidauro.»Esta fundación debió acontecer a mediados del siglo IV a. C. y se mantuvo funcionando como centro de salud hasta el 554 d. C. en que fue destruido por un terremoto. Hasta el siglo XX sus ruinas no fueron reconocidas.

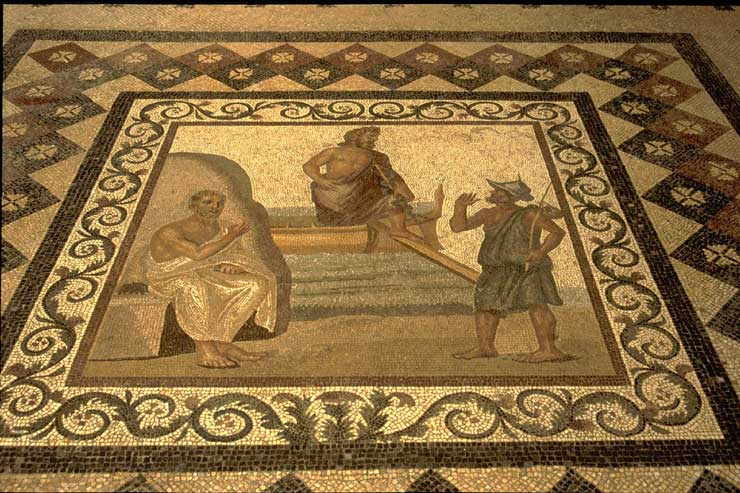
Mosaico del Asclepeion de Cos, con Asclepio en el centro, Hipócrates a la izquierda y un habitante de Cos a la derecha. Museo Arqueológico de Cos.

## Arquitectura y características
En su forma definitiva, el santuario constaba de tres terrazas sostenidas por muros de sillares y unidas entre sí por escalinatas de mármol.
En la terraza inferior se encontraba el grandioso conjunto del hospital, constituido por pórticos en tres de sus lados que conducían a unas habitaciones rectangulares utilizadas seguramente para hospedar a los peregrinos que visitaban el santuario para sometrese a curas terapéuticas.
En la terraza media se hallaba el altar, reestructurado en el siglo II a. C., con una escalera en el centro y una columna de mármol de orden jónico, al que flanqueaban un templete (el más antiguo consagrado a Asclepio) y otro de época romana, probablemente dedicado a Apolo.
En la terraza superior, rodeada en tres de sus lados por un pórtico dórico, se hallaba el templo de la divinidad, formado con 6 columnas en la fachada y 11 en los lados largos, de orden dórico, erigido en época helenística. Esta terraza disfrutaba de una vista del bosque circundante al templo.

Aquí tenía también su sede, como indican las inscripciones, la escuela de medicina, que fundó Hipócrates. Sin embargo, por la cronología del santuario, se levantó en fecha posterior a la muerte de este médico griego. Con todo «la historia nos cuenta que Hipócrates fundó su escuela de medicina en el mismo Cos, donde enseñaba y escribió gran parte de su Corpus Hipocraticum a la sombra de un gran árbol que hoy se llama Platanus orientaliis Hipocratis, que sigue siendo enseñado en una plaza de Cos.»

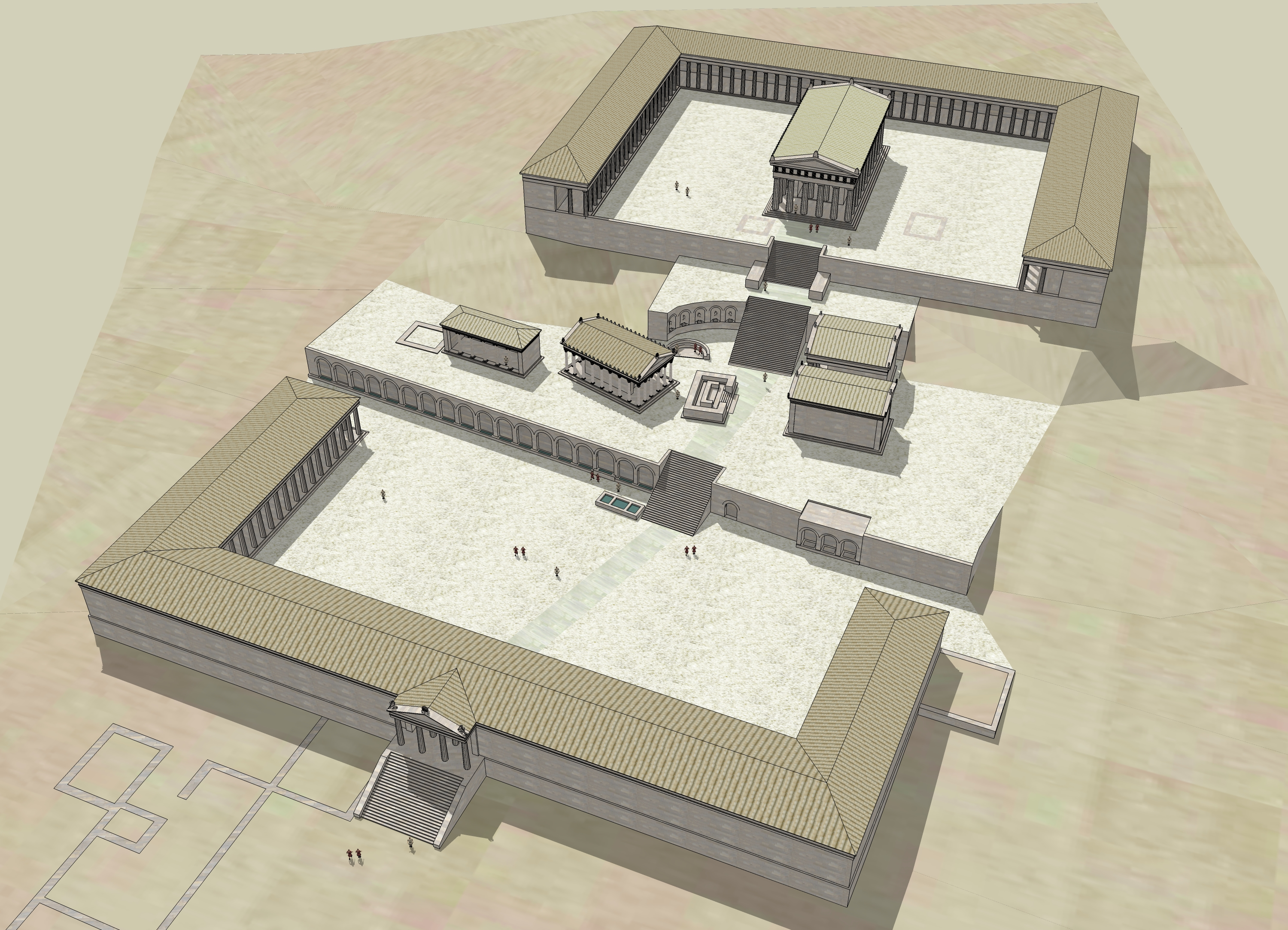
Recreación gráfica del Asclepeion de Cos.
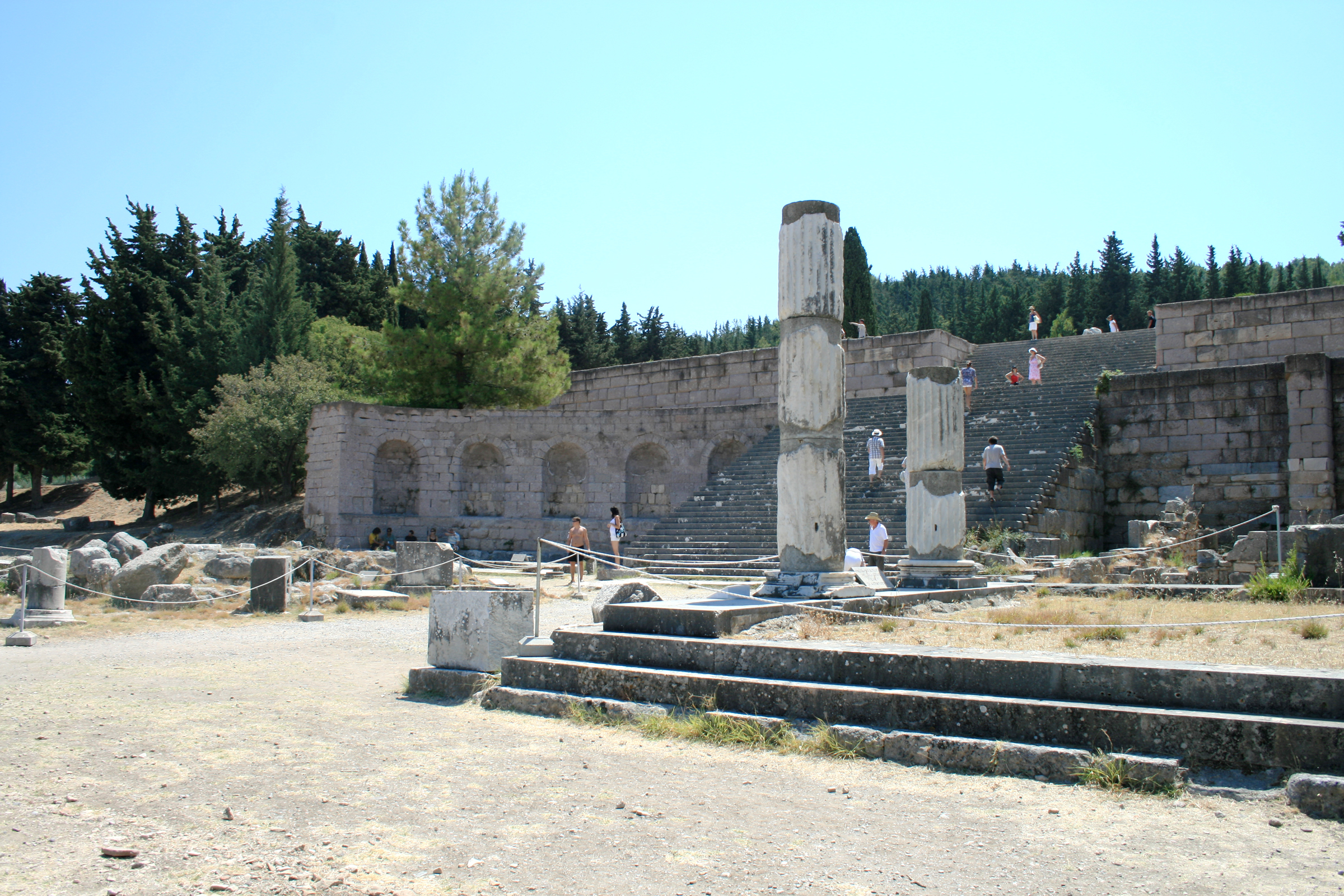
Escuela de Medicina de Hipócrates. Izquierda: "Altar de Asclepio" (acordonado). Derecha: "Templo de Aslepio".
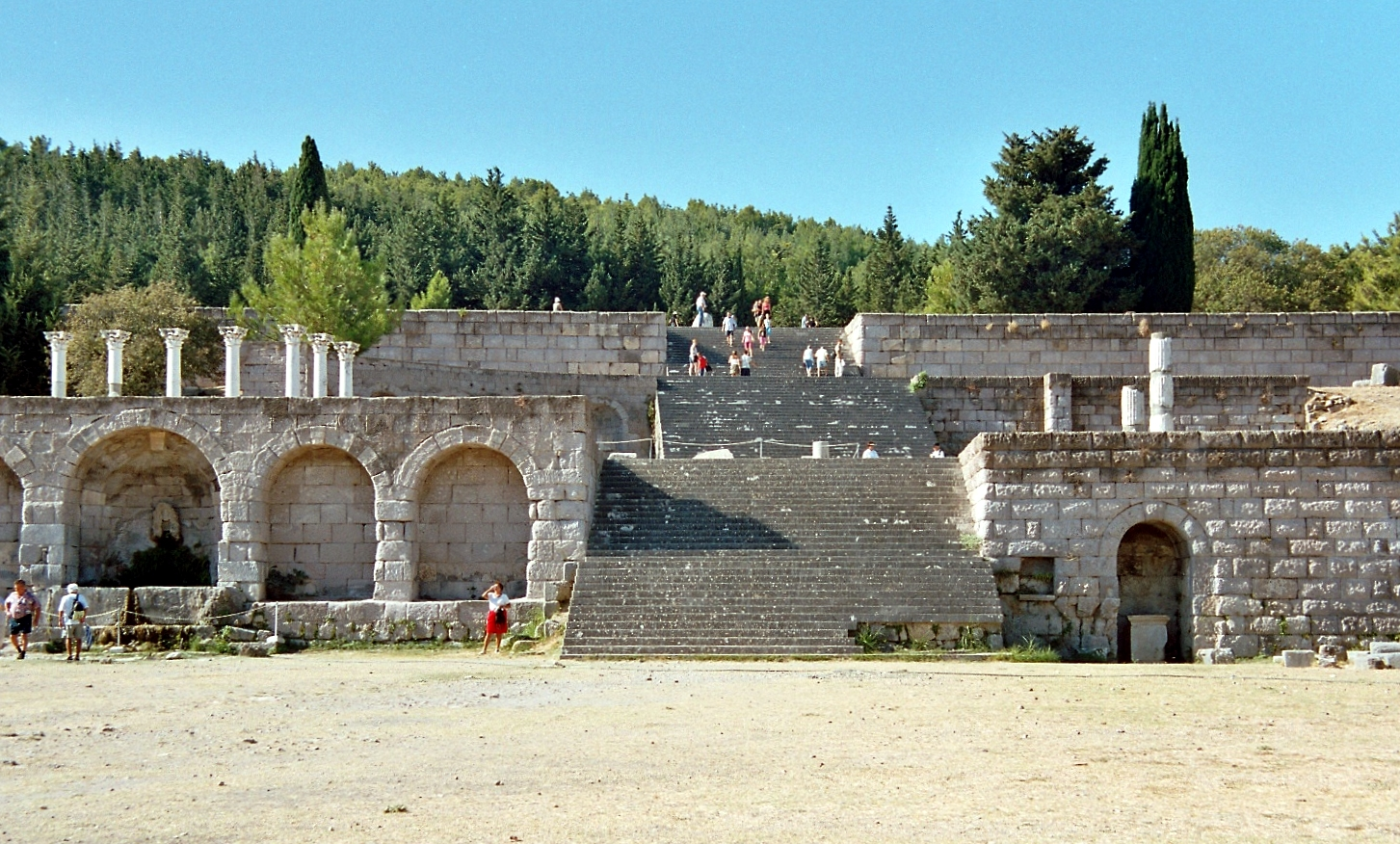
Ruinas del Asclepion de Cos. La escalinata lleva a la tercera terraza.

Vara de Esculapio

## La escuela hipocrática: la medicina racional
El concepto de salud y enfermedad y el enfoque diagnóstico, terapéutico y ético de la medicina ha sufrido notables cambios en el transcurso de la historia. No es igual el pensamiento médico actual que el de hace tres mil años, ni siquiera es igual en todas las actuales culturas.
Las escuelas de medicina de la Grecia Clásica estaban divididas en dos tendencias fundamentales respecto a cómo se tenían que tratar las enfermedades. Por una parte, la escuela de Cnido se concentraba en el diagnóstico, mientras que la de Cos se centraba en el cuidado del paciente y el pronóstico. En general, la medicina de la época de Hipócrates desconocía muchos aspectos de la anatomía y la fisiología humanas, a causa del tabú griego que prohibía la disección de cadáveres. Por lo tanto, las enseñanzas de la escuela cnidia, que tenían una gran valía en el tratamiento de enfermedades comunes, no eran capaces de determinar qué provocaba enfermedades con síntomas poco conocidos. Por su parte, la escuela hipocrática o de Cos tuvo más éxito aplicando diagnósticos generales y tratamientos pasivos y fue capaz de tratar enfermedades de manera eficaz, lo que permitió un gran desarrollo en la práctica clínica.
La medicina hipocrática y su filosofía se alejan bastante de la medicina actual, en la que el médico busca un diagnóstico específico y un tratamiento especializado, tal como lo promovía la escuela de Cnido. Este cambio en el pensamiento médico desde el tiempo de Hipócrates ha provocado que el médico de Cos recibiera duras críticas a lo largo de los últimos siglos, siendo la pasividad del tratamiento hipocrático el objeto de algunas denuncias especialmente críticas; por ejemplo, el médico francés M. S. Houdart se refirió al tratamiento hipocrático como «una meditación sobre la muerte».